# Carlos Schwabe

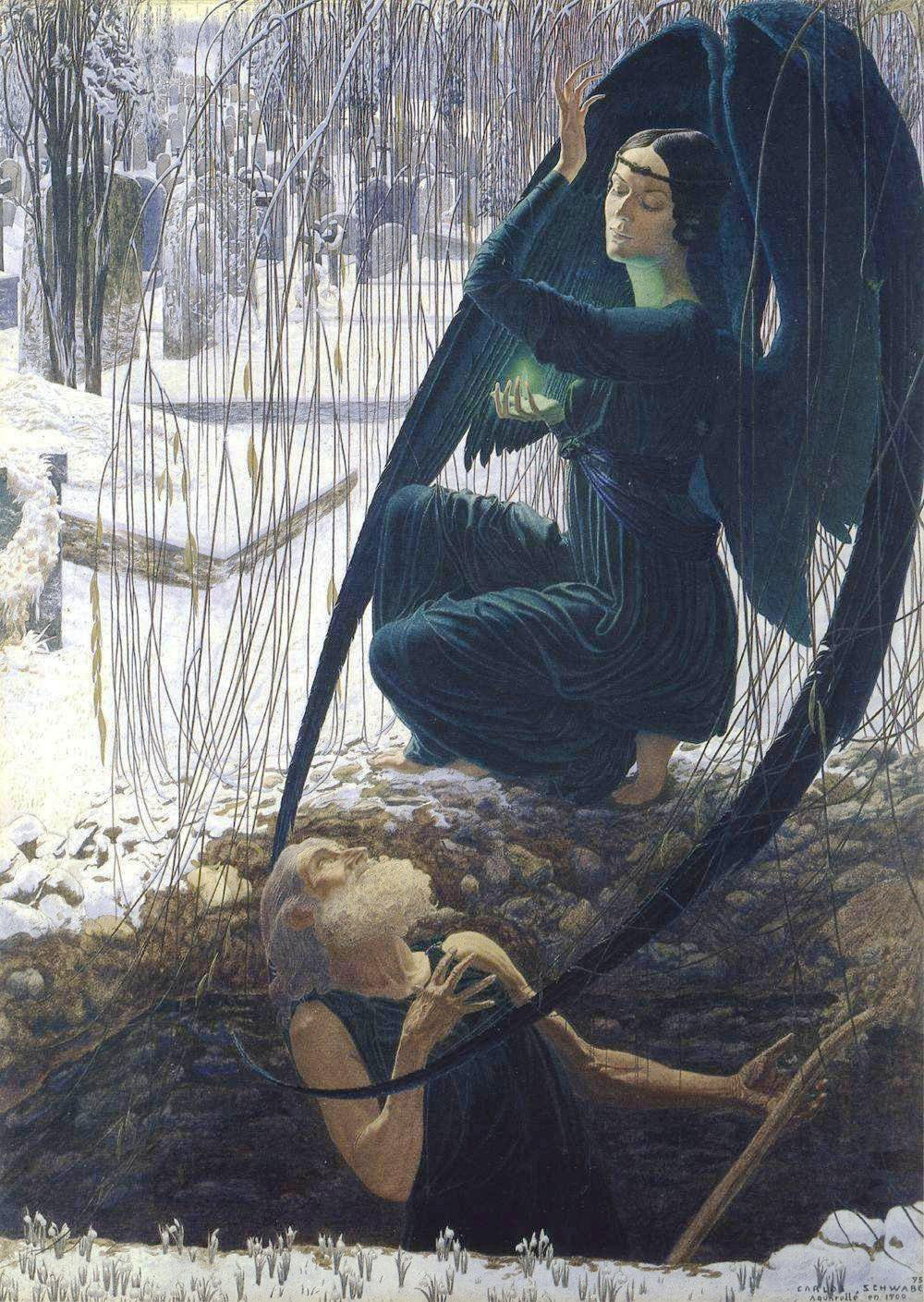
La mort du fossoyeur (La muerte del sepulturero), de Carlos Schwabe, es un compendio visual de motivos simbolistas.

Émile Martin Charles Schwabe, más conocido como Carlos Schwabe (Altona, 1866 - Avon, Seine-et-Marne, 1926) fue un pintor simbolista suizo-alemán. 
Schwabe nació en Altona, Holstein, pero siendo aún de corta edad se trasladó a Ginebra, Suiza. Tras estudiar en la École des Arts Décoratifs en Ginebra, se instaló en París, donde comenzó a frecuentar los círculos simbolistas. Sus pinturas solían ser sobre temas mitológicos y alegóricos; como artista esencialmente literario, ilustró muchos libros, entre otros: Le rêve («El sueño») de Émile Zola, Les Fleurs du mal (Las flores del mal) de Charles Baudelaire, Pelléas et Mélisande de Maurice Maeterlinck, L’Évangile de l’enfance de notre Seigneur Jésus-Christ selon Saint Pierre («El Evangelio de la infancia de Nuestro Señor Jesucristo según San Pedro») de Catulle Mendes y Jardin de l'infante de Albert Samain. Schwabe recibió la Legión de Honor en 1902, y vivió el resto de su vida en Francia, muriendo en las afueras de París en 1926.